# Sacha Kljestan
Sacha Kljestan (1985. szeptember 9., Huntington Beach) amerikai válogatott labdarúgó, a Los Angeles Galaxy játékosa.

## Sikerei, díjai
- RSC Anderlecht

Belga bajnok (3): 2012–13, 2012–13, 2013–14
- - Belga Szuperkupa-győztes(4): 2010, 2012, 2013, 2014

 New York Red Bulls
- MLS Alapszakasz-bajnok (1): 2015